# Bertrand Tessier
Bertrand Tessier, né à Nantes, est un journaliste français, auteur et réalisateur.
Après avoir été animateur à Radio France à Nantes de 1978 à 1988, Bertrand Tessier s'installe à Paris où il devient, entre autres, chef du service show-business de Gala (1995-2002) puis rédacteur en chef de France-Soir. Il a collaboré comme freelance à Paris Match.
Il est auteur de plusieurs essais et biographies. Son livre Delon & Romy, un amour impossible est l'un des rares ouvrages français à avoir été publié dans toutes les éditions internationales de "Sélection du Reader's digest". Sa biographie de Judy Garland, intitulée en anglais Judy Garland : Splendor and Downfall of a Legend, a été traduite et préfacée par l'historien Lawrence Schulman, est parue aux États-Unis le 17 mars 2023 chez BearManor Media.
Réalisateur pour la télévision, il a consacré de nombreux documentaires aux stars de cinéma, notamment de l'âge d'or hollywoodien. Son documentaire Roger Corman le pape du pop cinema a reçu le Prix du meilleur documentaire au Festival du Film de Beverly Hills 2022.
Avec Myriam Brough, il a créé California Prod qui produit des documentaires et des bonus de DVD (pour Carlotta films, Rimini Editions et Pathé films). Il est l'auteur du livret accompagnant l'édition collector de Le samourai de Jean-Pierre Melville. Il vit entre Paris et Los Angeles.

## Publications
- Alfred Hitchcock, Éditions Atlas, 1994.
- Il s'appelait Claude François, Éditions Albin Michel, 2003.
- Les Voix du Québec, Éditions Michel Lafon, 2004.
- Julien Clerc, à mon âge et à l'heure qu'il est, préface de Jean-Loup Dabadie, Éditions Albin Michel, 2005.
- Patrick Dewaere, la douleur de vivre, préface de Bertrand Blier, Éditions Albin Michel, 2007.
- Belmondo l'incorrigible, Éditions Flammarion, 2009, réédition Archipoche, 2010
- Delon-Romy : un amour impossible, Éditions Le Rocher, 2010. réédition Archipoche 2012.
- Bernard Giraudeau, le baroudeur romantique, L'Archipel, 2011, réédition Archipoche, 2012.
- La dernière nuit de Claude François, L'Archipel, 2012, réédition Archipoche, 2013.
- Grace la princesse déracinée, L'Archipel, 2014, réédition Archipoche 2016.
- Michel Sardou, 50 années ensemble, préface de Michel Sardou, Éditions Fayard, 2015.
- Jean-Pierre Melville, le solitaire, préface de Philippe Labro, Éditions Fayard, 2017.
- Judy Garland, splendeurs et chute d'une légende, Éditions L'Archipel, 2019.
- Steve McQueen, l'envers de la gloire, L'Archipel, 2020.
- Michel Sardou - "Je suis un homme libre", L'Archipel, 2023.

En collaboration :   
- People, l'abécédaire du paraître, avec Henry-Jean Servat, Éditions Hors collection, 2004.
- Gérard Depardieu, grandeur nature, photographies de Richard Melloul et légendes associées de Gérard Depardieu lui-même, Éditions Flammarion, 2009.
- Les Images de ma vie, photographies de Richard Melloul, légendes de Michel Sardou, texte biographique de Bertrand Tessier Éditions Flammarion, 2011.

## Filmographie (comme réalisateur)
- 2007 : Patrick Dewaere, le dernier jour, collection Un jour, un destin sur France 2.
- 2007 : Claude François la vérité sur sa mort, collection Un jour, un destin sur France 2.
- 2008 : Les derniers jours de Romy Schneider, produit par Sunset/Arnaud Hamelin, collection Les derniers jours d'une icône sur France 5.
- 2012 : Bernard Giraudeau, le baroudeur romantique, produit par Flach film / Jean-François Lepetit & Karina Si Ahmed, sur France 5 et TV5.
- 2013 : Romy Schneider, A Fleur de peau, produit par Adamis Production / Norbert Balit & Sacha Balit, sur France 3, Chérie 25 et RTBF.
- 2013 : Marisa Berenson, en toute intimité, produit par Adamis Production / Norbert Balit & Sacha Balit, sur Chérie 25.
- 2014 : Humphrey Bogart & Lauren Bacall, collection Les couples mythiques, produit par Adamis Production / Norbert Balit & Sacha Balit, sur OCS
- 2014 : Elizabeth Taylor & Richard Burton, collection Les couples mythiques, produit par Adamis Production / Norbert Balit & Sacha Balit, sur OCS
- 2014 : Grace Kelly, une femme libre, produit par Adamis Production / Norbert Balit & Sacha Balit, sur OCS.
- 2015 : Marilyn Monroe, entre lumière et ténèbres, produit par Adamis Production / Norbert Balit & Sacha Balit, sur Chérie 25.
- 2015 : La saga de la comédie musicale hollywoodienne, épisode 2 (L'âge d'or) et épisode 3 (Le tournant), produit par Adamis Production/Norbert Balit & Sacha Balit, sur OCS.
- 2016 : Brigitte Fossey, à cœur ouvert[2], produit par Adamis Production / Norbert Balit & Sacha Balit, sur Chérie 25.
- 2016 : Gene Kelly, vivre et danser (Gene Kelly, to live and dance), produit par Adamis Production/Norbert Balit, sur France 5.
- 2017 : Jean Harlow/William Powell, produit par Adamis Production/Norbert Balit sur OCS
- 2017 : Clark Gable/Carole Lombard, produit par Adamis Production/Norbert Balit sur OCS
- 2018 : Judy Garland/Vincente Minnelli, produit par Adamis Production/Norbert Balit, sur OCS et Sky Arts
- 2018 : Ingrid Bergman/Roberto Rossellini, produit par Adamis Production/Norbert Balit, sur OCS et Sky Arts
- 2018 : Steve McQueen/Ali MacGraw, produit par Adamis Production/Norbert Balit, sur OCS et Sky Arts
- 2020 : Roger Corman, le pape du pop-cinéma, produit par California Prod, Illégitime défense et Carlotta films, sur Canal Plus. Prix du meilleur documentaire au Beverly Hills Film Festival. Sélection officielle Santa Barbara international film festival, American docs festival de Palm Springs, Overlook festival New Orleans, San Francisco documentary festival.
- 2021 : Robert Le Vigan, la cavale d'un maudit, produit par California Prod, Illegitime défense et Carlotta films, sur Canal Plus. Sélection officielle Festival international du film d'histoire de Pessac 2021[3]
- 2023 : Maurice Chevalier, un canotier à Hollywood, produit par California Prod et Illégitime défense,sur Ciné+, TV5 monde et RTBF. Sélection à l'American docs de Palm Springs et California independant film festival de San Francisco.
- 2024 : William Wyler un Alsacien à Hollywod, produit par California Prod et Illégitime défense sur Ciné +